# مايكل بيلينغتون
مايكل بيلينغتون (بالإنجليزية: Michael Billington)‏ هو ممثل بريطاني، ولد في 24 ديسمبر 1941 في المملكة المتحدة، وتوفي بنفس المكان في 3 يونيو 2005 بسبب سرطان.

## أعمال

### أفلام
- (1977) الجاسوس الذي أحبني[1]

## وصلات خارجية
- مايكل بيلينغتون على موقع IMDb (الإنجليزية)
- مايكل بيلينغتون على موقع ألو سيني (الفرنسية)
- مايكل بيلينغتون على موقع أول موفي (الإنجليزية)
- مايكل بيلينغتون على موقع قاعدة بيانات الأفلام السويدية (السويدية)
- مايكل بيلينغتون على موقع إن إن دي بي (الإنجليزية)
- مايكل بيلينغتون على موقع قاعدة بيانات الفيلم (الإنجليزية)
- مايكل بيلينغتون على موقع كينوبويسك (الروسية)